# Самофалов, Валерий Петрович
Вале́рий Петро́вич Самофа́лов (укр. Валерій Петрович Самофалов; род. 25 мая 1956, Киев) — советский и украинский футболист, игравший на позициях защитника и полузащитника. Мастер спорта СССР. По завершении карьеры игрока работал тренером.

## Биография
Воспитанник школы киевского «Динамо». Первый тренер — Александр Леонидов. В 15 лет играл в чемпионате Киева за «Спартак», под руководством Абрама Лермана. Сезон 1975 года провёл в житомирском «Автомобилисте», однако ни одной игры в чемпионате не сыграл. Осенью 1975 года, по рекомендации Лермана, перешёл в кировоградскую «Звезду», в которой играл до 1982 года, когда был призван в армию. Службу проходил в киевском СКА, который тренировал Владимир Мунтян, но не сыграл за «армейцев» ни одной игры. Доигрывал сезон 1982 года в полтавском «Колосе», а в следующем году вернулся в «Звезду». За кировоградцев играл до 1990 года, после чего закончил профессиональную карьеру. Всего за «Звезду» провёл 552 матча и забил 72 гола, что является рекордом клуба. В сезоне 1993/1994 играл в любительском чемпионате Украины за знаменский «Локомотив», а в 1996 году сыграл 1 матч в любительском кубке Украины за кировоградский «Буревестник-Эльбрус».
Последние 2 сезона выступлений в «Звезде» был играющим тренером клуба. После завершения карьеры игрока был назначен на должность начальника кировоградской команды. В 1993 году, после отставки Николая Федоренко, некоторое время исполнял обязанности главного тренера кировоградцев. Позже, после смены руководства клуба, ушёл из команды.
Во время выступлений в составе «Звезды» закончил Кировоградский педагогический институт им. А. Пушкина. Работал тренером-методистом в кировоградской СДЮШОР им. В. Верхоланцева, а затем — руководителем физвоспитания в Кировоградском музыкальном училище.